# Facteur g
Le facteur g (diminutif de « facteur général », general factor en anglais et également connu sous le nom d'intelligence générale, capacité mentale générale ou facteur d'intelligence générale), est un concept développé dans le cadre des recherches en psychométrie sur les habiletés cognitives. C’est une variable qui caractérise les corrélations positives que la recherche empirique a trouvées de façon constante entre les tests d’aptitudes mentales, quel que soit le contenu des tests. Le facteur g est corrélé généralement 40 à 50 pour cent de la variance dans les résultats qui en résulte du bilan d'un test avec pronostiques de statistiques[pas clair]. Les termes intelligence générale, habileté mentale générale, QI ou simplement intelligence sont souvent utilisés de façon interchangeable pour se référer au noyau commun partagé par les tests d'aptitudes cognitives. 
Le concept et l'interprétation du facteur g font l'objet de vives discussions dans les milieux scientifiques. Les réalités mathématique et physique du facteur g sont mises en cause par certains spécialistes en statistiques et psychométrie.

## Mise en évidence
L’existence du facteur g a été initialement proposée par le psychologue anglais Charles Spearman en 1904 grâce à ses travaux en psychométrie sur l'analyse factorielle. Spearman a suggéré que toutes les performances mentales pourraient être conceptualisées en un seul facteur d’habileté général, qu’il appela g, et un grand nombre de facteurs étroits, spécifiques à certains types de tâches.

## Théories et modèles en psychométrie
Les modèles actuels de l’intelligence représentent typiquement les aptitudes cognitives comme une hiérarchie en trois niveaux, où il y a un grand nombre de facteurs au bas de la hiérarchie, une poignée de facteurs plus généraux au niveau intermédiaire et au sommet un facteur unique, que l’on appelle le facteur g et qui représente la variance commune à tous les tests.

## Théories et modèles en neurosciences
Traditionnellement, la recherche sur le facteur g a consisté en l’étude psychométrique des résultats des tests, avec un intérêt particulier pour l’analyse factorielle. Cependant, les recherches empiriques sur la nature de g ont aussi été menées en psychologie cognitive expérimentale, en neuroanatomie et neurophysiologie et en génétique moléculaire et quantitative. 

## Interprétation du facteurg
Alors que l’existence de g est bien établie et non-controversée sur un plan statistique, il n’y a pas de consensus sur la cause de la corrélation positive entre les tests.
Pour certains, le facteur g est simplement un artefact statistique, sans réalité psychologique. C'est la théorie du positive manifold défendue par exemple par Han van der Maas et ses collaborateurs en 2006.
Selon Flynn, le facteur g est un ensemble de plusieurs facteurs, génétiques, cognitifs (provenant des entraînements) et sociaux ou environnementaux (l'influence des pairs, de la profession à l'âge adulte, etc).

## Corrélations entre facteur g et autres variables non cognitives
Les recherches en génétique comportementale ont établi que g fait preuve d'une grande héritabilité. Il est corrélé avec de nombreuses autres variables biologiques. C’est aussi un prédicteur significatif des variabilités de réussite dans de nombreux domaines, particulièrement en ce qui concerne le monde du travail ou académique. Les théories contemporaines de l’intelligence les plus largement acceptées incorporent le facteur g.

## Critiques du facteur g
Néanmoins, le facteur g est beaucoup remis en cause. 
Adrian M. Owen et Adam Hampshire ont notamment découvert, après avoir mené la plus grande étude de renseignement en ligne jamais enregistrée sur plus de 100 000 participants, que la notion d'un seul « facteur g » corrélé à la moitié du résultat obtenu lors d'un test de QI n'est pas représentative des réelles variations de performance lors du test ; les résultats montrant que lorsqu'un large éventail de capacités cognitives est exploré, les variations de performance observées ne peuvent être expliquées qu'avec au moins trois composantes distinctes : la mémoire à court terme, le raisonnement et la composante verbale. Néanmoins, Richard J. Haier et al. ont montré de nombreuses faiblesses dans leur interprétation, relativisant ainsi les critiques faites sur le facteur g,.
Également, Stephen Jay Gould, dans son livre "La mal-mesure de l'Homme", évoque le problème posé par les corrélations que l'on peut faire entre les résultats aux différents tests. Une analyse de corrélations demande souvent de faire des corrélations avec plus de deux variables. Avec trois variables, on peut faire une matrice mais au-delà il faut passer à une « Analyse en Composantes Principales » : par exemple, si on a cent composantes, on essaie de les réduire à deux composantes ; la composante principale qui explique le plus grand nombre de variables, et une composante secondaire. Mais le danger est de réifier la composante principale au détriment de ses composantes secondaires, c’est ce que fait Spearman lorsqu’il en déduit l’existence d’un « facteur g » qui correspondrait à une intelligence générale.   Ainsi, cette théorie du « facteur g » est critiquable selon lui, car la composante principale n’explique que 40 à 50% des résultats aux tests ; laissant la place à énormément d'autres composantes pouvant influer sur les tests passés ; comme pour l'hérédité souvent supposée de « g » alors qu’il peut bien être environnemental, rendant les prédictions dues à "g" en fait dues à l’environnement dans lequel grandissent les individus testés. Il est à noter en revanche que de nombreux spécialistes dans la discipline psychométrique ont montré des erreurs et biais de la part de Gould dans son analyse, comme le renommé Carroll, John B..